# Katja Sallay
Katja Sallay (* 15. Juni 1983 in Budapest) ist eine deutsche Regisseurin und Schauspielerin ungarischer Herkunft.

## Leben und Karriere
Sallay wuchs in Deutschland auf und begann ihre filmische Laufbahn mit 19 als 1. Kameraassistentin für Film, TV und Werbung.
Nach einem vierjährigen Stipendium für Schauspiel am Lee Strasberg Theatre and Film Institute in Los Angeles startete sie 2009 mit ihrer ersten Theaterhauptrolle in Paulus Mankers Alma in Wien und mit einem Gastspiel in Jerusalem (in hebräischer und englischer Sprache). Sie hat die Alma neun Jahre in verschiedenen Städten und Locations gespielt und ist damit die dienstälteste Alma.
Weitere große Theaterproduktionen waren u. a. das 2016 erstmals in Deutschland gespielte Broadwaystück Geächtet (Disgraced) von Ayad Akhtar am Theater am Kurfürstendamm, in dem sie die Hauptrolle der Emily übernahm.
Neben dem Theater kamen die ersten Film- und Fernsehrollen wie 2012 in dem Kinofilm Der letzte Mentsch an der Seite von Mario Adorf, 2014 in Sin & Illy still alive der Regisseurin Maria Hengge, 2013 als Hauptrolle in der Dramedy Im Winter, so schön, 2016 in dem nun verfilmten Berliner Blog Notes Of Berlin und 2018 unter der Regie von  Philipp Stölzl in Ich war noch niemals in New York und „Die Tagebücher von Adam und Eva“ (Regie: Franz Müller).
Im TV war sie u. a. in SOKO Potsdam, SOKO Wismar, Der Zürich-Krimi, SOKO Kitzbühel, Morden im Norden  und Letzte Spur Berlin zu sehen.
Seit 2016 spricht Katja Sallay Hörbücher, vor allem in den Genres „Young adult“.
2020–2022 drehte sie ihren Debüt Kinofilm „5 Seasons – eine Reise“, dessen Drehbuch sie nach autobiographischen Vorlagen geschrieben hat.

## Filmografie (Auswahl)
- 2010: Polizeiruf 110: Denn sie wissen nicht, was sie tun (Regie: Hans Steinbichler)
- 2012: Der letzte Mentsch (Regie: Pierre-Henri Salfati)
- 2013: Im Winter, so schön (Regie: Matthias Mettenborger, Daniel Rau, Piotr Dominik Kochalski)
- 2014: SOKO Kitzbühel (Regie: Gerald Liegel)
- 2014: Sin & Illy Still Alive (Regie: Maria Hengge)
- 2014: Ab 18! – 3sat Serie (Regie: Irene von Alberti)
- 2017: Kleiner Garten (Regie: Olivia Stube)
- 2018: Der Zürich-Krimi – falsche Freunde (TV-Serie) (Regie: Roland Suso Richter)
- 2019: SOKO Wismar – lebe lieber unterirdisch (TV-Serie) (Regie: Dirk Pientka)
- seit 2019: Letzte Spur Berlin – Filippas Welt (TV-Serie) (Regie: Marcus Weiler)
- 2019: Ich war noch niemals in New York (Regie: Philipp Stölzl)
- 2019, 2021: Morden im Norden (TV-Serie) (Regie: Dirk Pientka)
- 2020: Notes of Berlin (Kinofilm) (Regie: Mariejosephin Scheider)
- 2022: SOKO Potsdam (Fernsehserie, Folge Es lebe der Sport)
- 2023: 5 Seasons – eine Reise

## Theater (Auswahl)
- 2009–2018: Alma (Regie: Paulus Manker), mit Gastspielen in Jerusalem, Prag, Wiener Neustadt
- 2016: Geächtet (Regie: Arash T. Riahi / Ivan Vrgoc)[1]
- 2014: Woyzeck (Regie: Oleg Myrzad) – Theater unterm Dach (Berlin)
- 2013: Wagnerdämmerung (Regie: Paulus Manker)
- 2012: Illegal (Regie: Mehdi Moinzadeh)

## Hörbücher (Auswahl)
- 2016: Der Kuss des Kjer
- 2017: Morgen lieb ich dich für immer – Jennifer L. Armentrout
- 2017: Gaslighting
- 2018: Tuesday Falling
- 2018: Das Geheimnis meines Mannes
- 2019: Zwillingszorn
- 2019: Zwillingsschmerz
- 2019: Existenzlos
- 2020: Clans Of London 2 – Sandra Grauer
- 2020: Schlaglicht – Axel Hollmann
- 2020: Die Totentafel – André Milewski
- 2021: Trust My Heart, Golden-Campus-Trilogie 1 – Lyla Payne
- 2021: A New Season – Marnie Schäfers
- 2021: Lost – Mindy McGinnis
- 2023: Kairra – Geschenk der Götter – Asta Müller
- 2023: Unsterblich – Michaela Kastel
- 2022: Das Lied der Sonne – Jennifer Wolf
- 2023: Fallen Kingdom 1 – Dana Müller-Braun
- 2023: This ist our Time – Kathinka Engel